# Innuendo
Innuendo (с англ. — «недосказанность, косвенный намёк») — четырнадцатый студийный альбом британской рок-группы «Queen». Выпущен 4 февраля 1991 года.

## История создания

Группа на церемонии вручения премии Brit Awards (1990).

После выхода тринадцатого альбома Queen, The Miracle, концертного тура не было. Солист группы Фредди Меркьюри, в интервью BBC Radio 1 сказал, что хотел бы отказаться от схемы «альбом-тур-альбом-тур». В то же время уже пошли слухи о смертельной болезни Меркьюри. В то время как Фредди соблюдал правило не общаться со СМИ, остальные члены группы всячески отрицали эти слухи.
В 1990 году Queen получили премию BRIT Awards за выдающийся вклад в британскую музыку в театре «Доминион». Благодарственную речь держал Брайан Мэй. Измождённый вид Меркьюри, невероятная худоба и неестественно низкий и усталый голос ещё больше усилил слухи о его здоровье. Появление на BRIT Awards оказалось последним его появлением на публике.
Innuendo — последний альбом «Queen», записанный и выпущенный при жизни Фредди Меркьюри. Последние песни очень нелегко давались Фредди, который был тяжело болен. В поддержку альбома было снято несколько клипов, один из которых, «These Are The Days of Our Lives» (англ. «Это всё дни наших жизней») стал последним видео с участием Меркьюри.
Меркьюри не говорил публично о своём здоровье, не желая увеличивать продажи своей музыки за счёт сочувствия людей. Он был настроен продолжать работать с Queen столько, сколько сможет: «Буду работать, пока не грохнусь» (англ. Keep working until I fucking drop). Репортёры не давали ему покоя в его лондонской резиденции, затрудняя работу над альбомом. Это заставило Queen переместиться в студию Mountain Studios в Монтрё, где более безопасная и умиротворяющая обстановка позволила группе сконцентрироваться. Ещё на ранней стадии записи Innuendo было решено снова указать Queen в качестве авторов всех композиций; Мэй отметил, что это существенно облегчило процесс записи, а Тейлор заметил, что это помогло устранить те эгоистичные метания, которые в итоге разваливают группы.
Несмотря на смешанные оценки критики, новый альбом Queen достиг первой строчки в альбомных чартах Голландии, Швейцарии, Италии, Германии и родной Великобритании. Первую строчку в UK Singles Chart (в последний раз при жизни Фредди Меркьюри) занял и заглавный одноимённый сингл с альбома, вышедший 4 января 1991 года. Вершины сингл достиг также в чартах Португалии и ЮАР.

## Оформление альбома

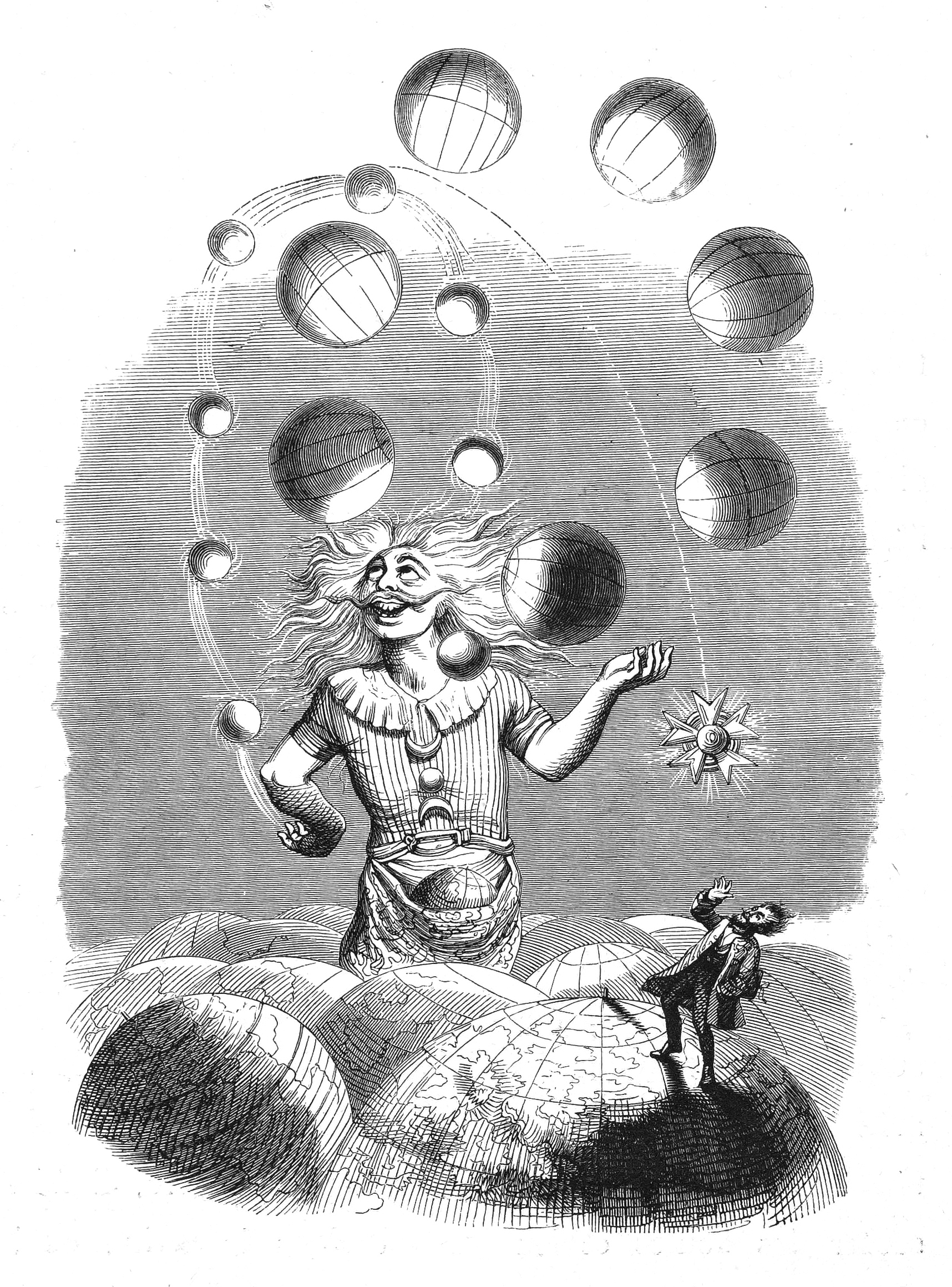
«Жонглирующий вселенными» Жана Гранвиля.

Обложка альбома была создана Queen и Ричардом Греем, в качестве основы послужила иллюстрация французского графика XIX века Жана Гранвиля. Буклет к альбому также был иллюстрирован произведениями Гранвиля или стилизованными под его работы рисунками.

## Список композиций
На буклете к альбому авторами всех композиций указаны Queen.
| №   | Название                          | Автор(ы)        | Длительность |
| --- | --------------------------------- | --------------- | ------------ |
| 1.  | «Innuendo»                        | Меркьюри Тейлор | 6:29         |
| 2.  | «I'm Going Slightly Mad»          | Меркьюри        | 4:22         |
| 3.  | «Headlong»                        | Мэй             | 4:39         |
| 4.  | «I Can't Live with You»           | Мэй             | 4:35         |
| 5.  | «Don't Try So Hard»               | Меркьюри        | 3:39         |
| 6.  | «Ride the Wild Wind»              | Тейлор          | 4:41         |
| 7.  | «All God's People»                | Меркьюри Моран  | 4:19         |
| 8.  | «These Are the Days of Our Lives» | Тейлор          | 4:12         |
| 9.  | «Delilah»                         | Меркьюри        | 3:32         |
| 10. | «The Hitman»                      | Меркьюри Дикон  | 4:52         |
| 11. | «Bijou»                           | Меркьюри Мэй    | 3:36         |
| 12. | «The Show Must Go On»             | Мэй             | 4:24         |

| №  | Название                                              | Длительность |
| -- | ----------------------------------------------------- | ------------ |
| 1. | «I Can’t Live with You» (1997 Rocks Retake)           | 4:50         |
| 2. | «Lost Opportunity» (B-Side)                           | 3:53         |
| 3. | «Ride the Wild Wind» (Early Version with Guide Vocal) | 4:14         |
| 4. | «I’m Going Slightly Mad» (Mad Mix)                    | 4:37         |
| 5. | «Headlong» (Embryo with Guide Vocal)                  | 4:44         |

## Клипы к альбому
- «Innuendo» — как сама песня «Innuendo» вобрала в себя различные и, казалось бы, несовместимые музыкальные стили, так и клип собрал самые различные визуальные эффекты (анимационные зарисовки, пластилиновых человечков, кадры военной хроники). При этом все съёмки музыкантов в «Innuendo» были взяты из других клипов.
- «I'm Going Slightly Mad» — пантомима. Меркьюри переодет в клоуна, с большим количеством грима на лице.
- «Headlong» — Меркьюри снимался почти без грима, поэтому видно, насколько изменились его лицо и фигура.
- «These Are the Days of Our Lives» — последний клип Фредди Меркьюри; снят на чёрно-белую плёнку. Существует также версия с анимационными вставками студии Диснея. Клип не сюжетный — Меркьюри просто поёт перед камерой.
- «The Show Must Go On» — Меркьюри уже не мог сниматься, поэтому вместо новых съёмок было решено использовать имеющийся материал: кадры хроники, интервью и фрагменты других клипов.

## В записи участвовали
- Фредди Меркьюри — вокал и бэк-вокал, пианино, клавишные;
- Брайан Мэй — бэк-вокал, электро-, слайд- и акустическая гитара, клавишные, программирование;
- Джон Дикон — бас-гитара (1-10, 12), клавишные (10);
- Роджер Тейлор — бэк-вокал, ударные, перкуссия, клавишные, программирование;
- Майк Моран — клавишные в «All God’s People»;
- Стив Хау — испанская гитара в «Innuendo».

## Позиции в хит-парадах
Годовые чарты:
| Чарт (1991)                             | Позиция |
| --------------------------------------- | ------- |
| Великобритания (OCC)                    | 31      |
| Канада (RPM Top Albums/CDs & Cassettes) | 60      |
| Нидерланды (Album Top 100)              | 9       |

## Сертификации
| Страна         | Компания | Сертификация | Продажи  |
| -------------- | -------- | ------------ | -------- |
| Австралия      | ARIA     | платиновый   | 50,000x  |
| Великобритания | BPI      | 2xплатиновый | 600,000^ |
| Германия       | BVMI     | платиновый   | 500,000^ |
| Канада         | CRIA     | золотой      | 50,000^  |
| Нидерланды     | NVPI     | 2xплатиновый | 200,000^ |
| США            | RIAA     | золотой      | 500,000^ |
| Финляндия      | IFPI     | золотой      | 38,221   |
| Франция        | SNEP     | платиновый   | 324,600  |
| Швейцария      | IFPI     | 2xплатиновый | 100,000x |